# 羔羊醫生
《羔羊醫生》是香港一部驚悚片，於1992年10月22日上映，片長89分鐘，故事改編自1982年2月至7月期間在香港發生的林過雲案，由李修賢及鄧衍成擔任導演，李修賢監製，匯川影業有限公司出品，群雄影業有限公司製作，新寶娛樂有限公司發行。
2022年4月8日，美國電影發行商發掘影業宣佈為慶祝電影上映30週年紀念，將於8月9日推出一刀未剪2K修復版藍光光碟。

## 劇情
故事改編自林過雲案。
林過雨自小跟父親以及繼母還有同父異母的弟妹生活在一起，喧鬧擁擠，時常受責罵的成長環境在他心裡埋下了異樣的種子…
某天，因一間相片沖印公司職員將底片沖洗後發現相片似乎跟人體肢解有關後報警，之後警方介入調查，並發現相中被肢解的女子面容疑似先前的失蹤女性，警方其後沿線索調查，將前來相片沖印店領取相片的林過雨拘捕。經過重案組總督察李Sir及他的一眾下屬連番高壓審問，終令林過雨將案情一一講出來，原來他以替天行道為名義，借助自己的士司機的職業之便，多次在雨夜殺害那些他眼中的「壞女人」，其作案手法兇殘，驚世駭俗。兇手落網，但生命已無法挽回…

## 演員表
| 角色     | 演員   | 粵語配音    | 備註                       | 原型                |
| -------- | ------ | ----------- | -------------------------- | ------------------- |
| 李Sir    | 李修賢 | 朱子聰      | 負責調查案件的重案組總督察 | 白琪警司 李達君警長 |
| 林過雨   | 任達華 | 張炳強      | 雨夜屠夫                   | 林過雲              |
| 肥炳     | 鄭則仕 | 鄭則仕      | 探員，李Sir下屬            | 梁炳警長            |
| 林老先生 | 劉兆銘 | 陳欣/文德耀 | 林過雨之父                 | 林偉樂              |
| May      | 關寶慧 | 何錦華      | 探員，李Sir下屬            |                     |
| 林小姐   | 黎海珊 | 陸惠玲      | 林過雨之妹                 |                     |
| 梁詠賢   | 鍾碧穎 | 鄭麗麗      | 案中第四名受害者           | 梁惠心              |
| 陳秀蘭   | 汪永芳 | 陸惠玲      | 案中第一名受害者           | 陳鳳蘭              |
| 陳潔芳   |        | 陸惠玲      | 案中第二名受害者           | 陳雲潔              |
| 梁文翎   | 李華月 |             | 案中第三名受害者           | 梁秀雲              |
| Eric     | 紀家發 | 紀家發      | 探員，李Sir下屬            |                     |
| KK       | 林敬剛 | 林敬剛      | 探員，李Sir下屬            |                     |
| 牛精雄   | 黃柏文 | 黃志明      | 探員，李Sir下屬            |                     |
|          | 瑪 莉  |             |                            |                     |
|          | 伍國健 | 馮志輝      | 探員，李Sir下屬            |                     |
|          | 藍 靖  |             | 探員，李Sir下屬            |                     |

## 電影分級
該片在香港被分類為第三級，未滿18歲人士不得觀看。

## 外部連結
- 香港影庫上《羔羊醫生》的資料（繁體中文）
- 互联网电影数据库（IMDb）上《羔羊醫生》的资料（英文）